# Ополе
Опо́ле (пол. Opole, сіл. Uopole, Łopole або Ôpole, нім. Oppeln)  — місто в Польщі. Адміністративний центр Опольського воєводства. Виникло в Х ст. як городище західнослов'янського племені ополян. Історичний центр Опольського князівства (ХІІ—XVI ст). Отримало міське самоврядування 1217 року від опольського князя Казимира I. Місто є культурним (філармонія, театр) та науковим (Опольський університет, політехнічний інститут) центром регіону.

## Назва
- Уополе (сіл. Uopole, Łopole або Ôpole) — сілезька назва (орфографія сілезької мови не стандартизована).
- Ополе (пол. Opole) — польська назва.
- Ополі (чеськ. Opolí) — чеська назва.
- Опельн (нім. Oppeln) — німецька назва.
- Оппелія, Опполія, або Опулія (Oppelia, Oppolia, Opulia) — латинська назва.

## Історія
Ополе є одним з найстаріших міст Польщі. Місто знаходиться в історичній області Верхня Сілезія, і з часів Середньовіччя до початку XX століття було столицею. Перші згадки про місто Ополе датуються 845 роком. Згідно з даними археологічних розкопок, перші слов'янські поселення з'явилися в північній частині острова Пасіка, розташованого посеред річки Одра.
Місто може пишатися великою кількістю історичних будівель і цінними творіннями мистецтва, що залишилися з понад тисячі років. Ополе було одним з перших міст династії П'ястів. Довгий час місто було столицею сілезьких П'ястів і тому тут збереглося багато оздоблених саркофагів опольських князів. Знаходяться вони в кафедаольному соборі  і в костелі францисканців. П'ясти  керували містом аж до 1532 року. Потім в процесі різних змін регіон Ополя перейшов під владу Габсбургів, а після вроцлавського мирного договору в липні 1742 року, що закінчив I Сілезьку війну, місто опинилося в межах Пруссії.
Ополе залишалося частиною спочатку Пруссії, потім Німеччини до 1945 року.
Найціннішою пам'яткою Ополя, без сумнівів, є замок, який зберігся частково. До сьогодні збереглася П'ястова Вежа, частини нижнього замку і портал Гогенцоллернів. «На горі», у найстарішій частині Ополя, а також в місці, де за переказом виголошував проповіді Святий Войцех, височіє костел патрона Польщі. Надзвичайно цікавою є архітектура готичних будинків міста.

## Населення
Демографічна структура станом на 31 березня 2011 року:
|          | Загалом | Допрацездатний вік | Працездатний вік | Постпрацездатний вік |
| -------- | ------- | ------------------ | ---------------- | -------------------- |
| Чоловіки | 57380   | 9245               | 41184            | 6951                 |
| Жінки    | 65245   | 8947               | 40174            | 16124                |
| Разом    | 122625  | 18192              | 81358            | 23075                |

## Економіка
В Ополе розвинути підприємства, що працюють у виробництві будівельних матеріалів, харчових продуктів, машин і обладнання, ІТ та інших галузях. Ополе фіксує високий приріст прямих інвестицій.
В Ополе у 2017 році в реєстрі REGON було зареєстровано 21 966 суб’єктів національної економіки, з них 13 798 фізичних осіб, які займаються підприємницькою діяльністю. У цьому ж році зареєстровано 1319 нових суб’єктів та знято з обліку 1291 суб’єкт. Згідно з даними реєстру REGON, серед суб’єктів права юридичної особи в Ополі найбільше (2608) є комерційними товариствами з обмеженою відповідальністю. Аналізуючи реєстр за кількістю працівників, можна зробити висновок, що найбільше (21 050) складають мікропідприємства з чисельністю працівників від 0 до 9 осіб. 0,8% (177) суб’єктів задекларували як вид діяльності сільське, лісове господарство, мисливство та рибальство, 16,9% (3716) суб’єктів задекларували вид діяльності як промисловість та будівництво, а 82,3% (18073) суб’єктів реєстру – класифікується як інша діяльність. Серед фізичних осіб, які займаються підприємницькою діяльністю в Ополе, найбільш часто декларованими видами діяльності є оптова та роздрібна торгівля; ремонт автотранспортних засобів, у тому числі мотоциклів (22,7%) та професійна, наукова і технічна діяльність (16,0%).
В Ополе на 1000 жителів працює 438 осіб. Це набагато більше, ніж значення для Опольського воєводства і набагато більше, ніж значення для Польщі. Жінки становлять 50,2 % усіх працюючих, чоловіки — 49,8 %. У 2017 році зареєстроване безробіття в Ополе становило 4,1% (4,7% серед жінок і 3,5% серед чоловіків). У 2017 році середня місячна брутто-зарплата в Ополі становила 4615,56 злотих, що відповідає 101,90% середньомісячної брутто-зарплати в Польщі. Серед професійно активних мешканців Ополя 3080 осіб виїжджають на роботу в інші міста, а 15 772 працюючих приїжджають на роботу з-за меж гміни - таким чином баланс прибулих і вибулих на роботу становить 1,0% професійно активних жителів Ополя в аграрному секторі (сільське господарство, лісове господарство, мисливство та рибальство), 23,0% у промисловості та будівництві та 25,2% у сфері послуг (торгівля, ремонт автомобілів, транспорт, розміщення та громадське харчування, інформація та зв’язок) та 4,8% працюють у фінансовій сфері (фінансова та страхова діяльність, послуги ринку нерухомості).
У 2012–2018 роках понад 860 мільйонів злотих було інвестовано в Ополе в рамках прямих зовнішніх інвестицій. Ці інвестиції створили майже 4000 робочих місць, що становить 7,35% від загальної кількості людей, які працюють в Ополі (54 390). Опольська електростанція розширюється, будуються два нових енергоблоки вартістю 11,5 мільярдів злотих.

## Транспорт

### Дороги та мости

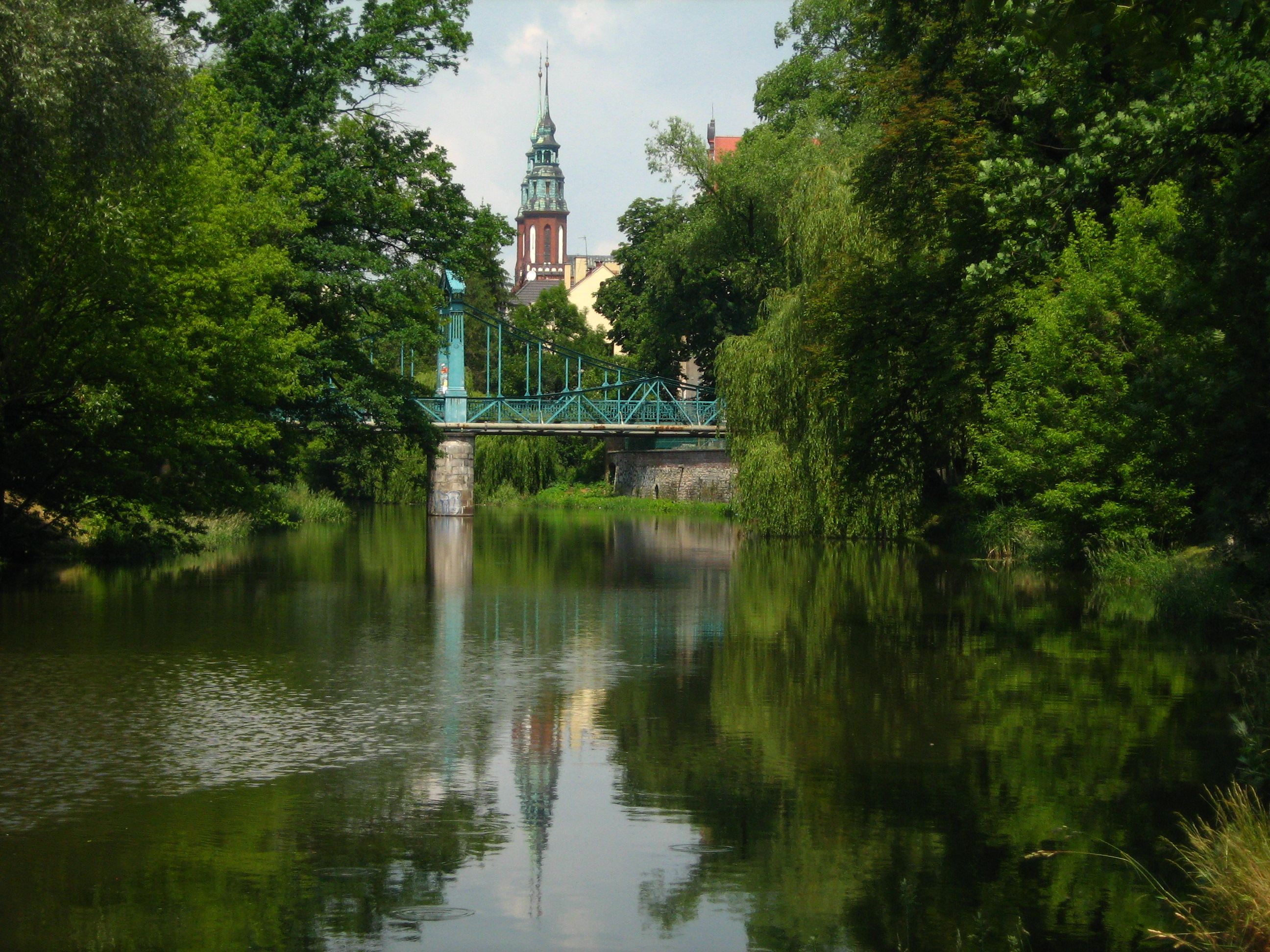
Грошовий міст

Автомагістраль A4 пролягає приблизно за 13 км від центру міста. Через Ополе та Північний обхід проходять три національні дороги: 45, 46 та 94
Крім того, в місті починаються і проходять 5 провінційних доріг: 414, 423, 435, 454 і 459.
Ополе розділене Малою Паневою, Сворницею, Прушковським Потоком, але передусім Одером, який додатково розділений на Млинувку, рельєфний канал і Вінський канал. Така ситуація зумовлена розгалуженою системою мостів, що забезпечують хороше сполучення в місті. У межах міста є, серед іншого: 4 автодорожні мости через Одер, 4 через рельєфний канал, 3 через Млинувку.

### Громадський транспорт

#### Міські автобуси

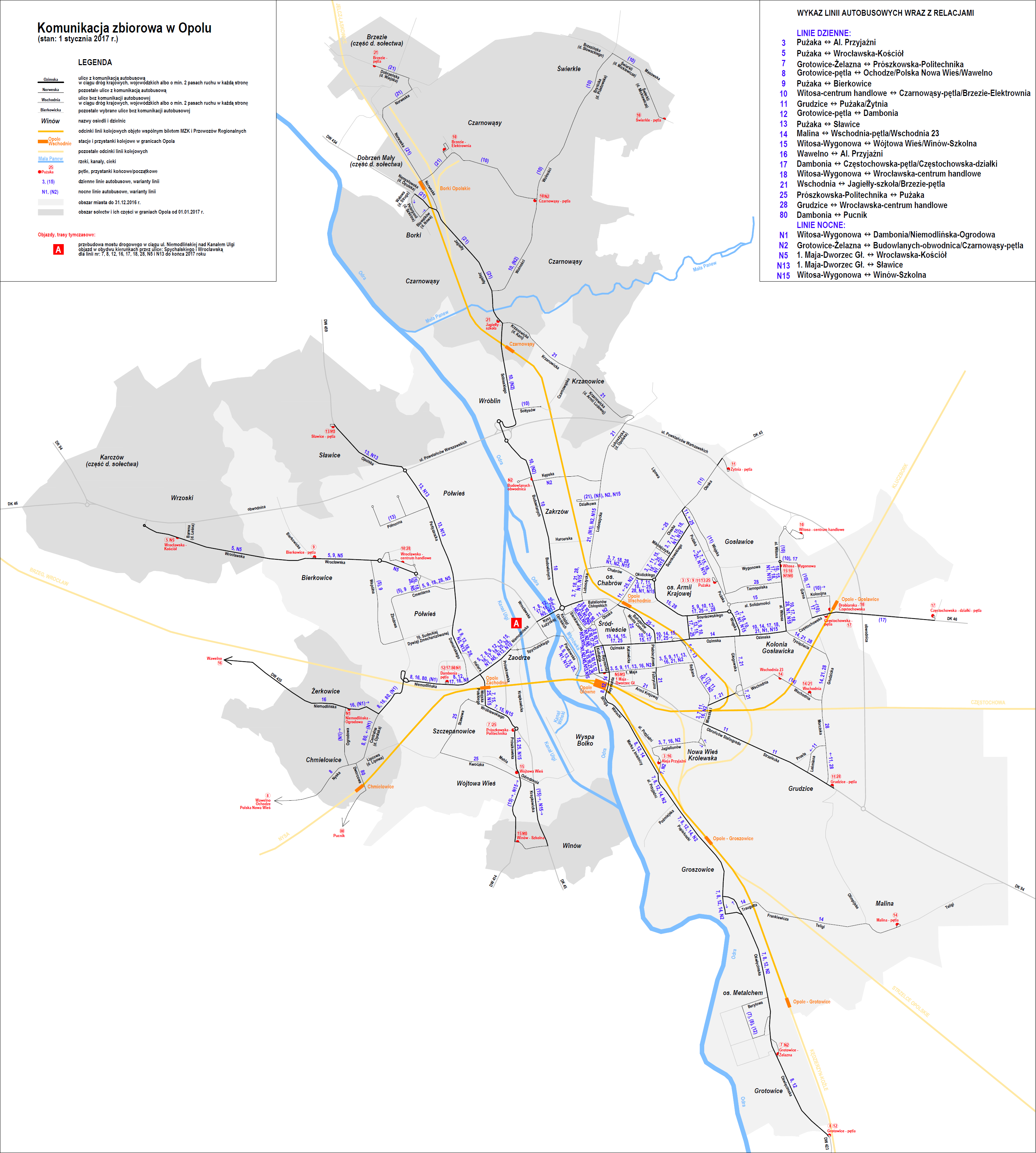
Автобусні лінії в Ополе

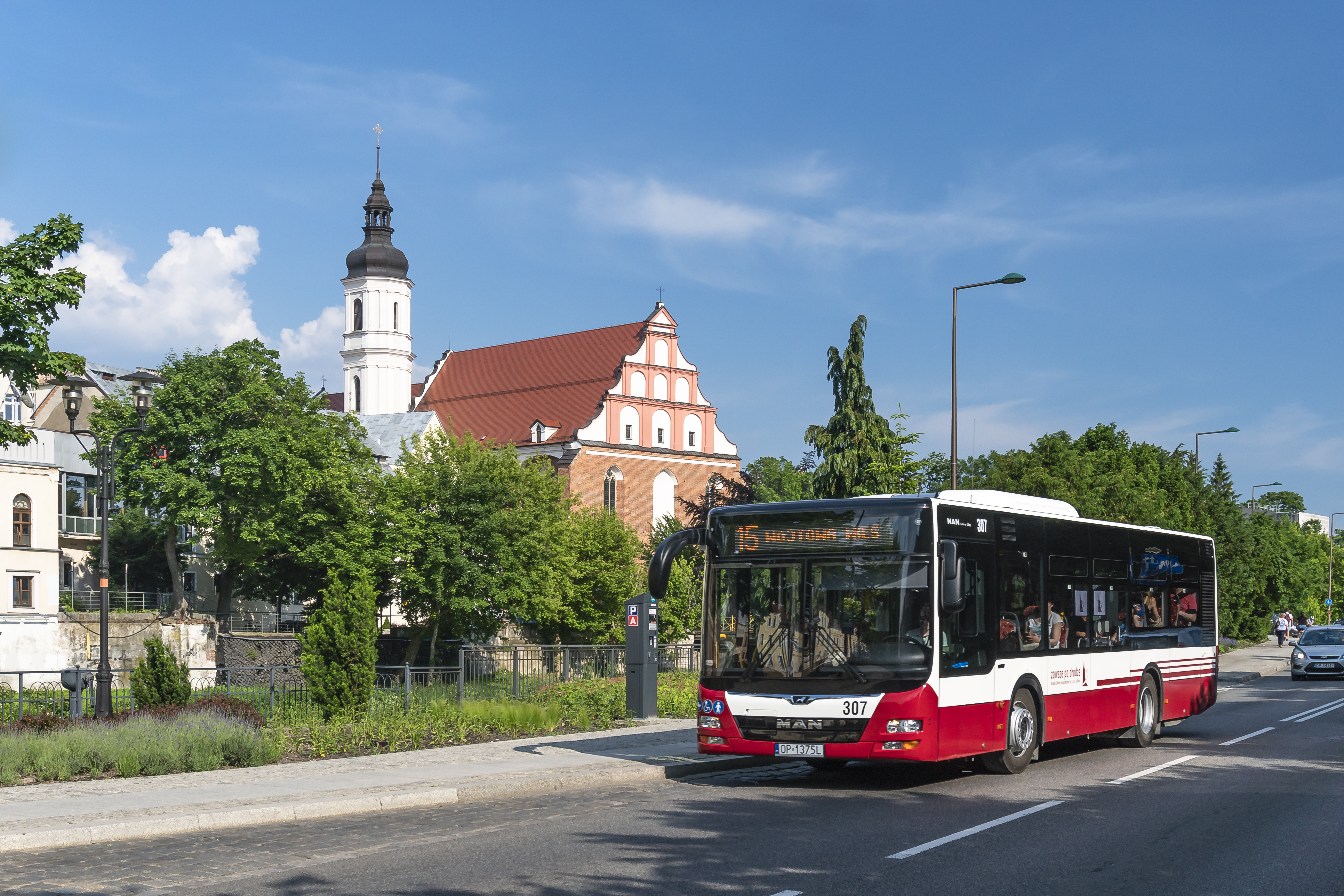
MAN Lion’s City МЗК Ополе на вул. Пястовська

Перші автобуси почали курсувати вулицями Ополе в 1920-х роках. Відразу після Другої світової війни PKS відповідав за транспорт, у 1953 році був заснований Miejski Zakład Komunikacyjny, який на даний момент обслуговує 19 денних і 1 нічну лінію; деякі маршрути мають варіантні закінчення, 5 ліній (8, 10, 15, 16, 80) проходять за межами міської зони. МЗК нараховує понад дев'яносто одиниць техніки, з яких щоденно здійснюють перевезення пасажирів понад 70 автобусів.

#### Автобуси приміського та міжміського сполучення
На вул. 1 травня 6, (тимчасово перенесена на вул. Дюбуа та Армії Крайової) знаходиться автостанція, звідки відправляються автобуси Opolski PKS, інших перевізників PKS та приватних компаній. Для міжнародних автобусних рейсів побудовано автостанцію Port Sindbad, по вул. Єжи і Ришарда Ковальчиків 56.

### Залізничний транспорт
Початки залізниць в Ополі сягають першої половини 19 століття. 28 травня 1843 року було запущено двоколійну залізничну лінію довжиною 37,4 км до сусіднього Бжега.
У місті чотири залізничні станції: Ополе-Головне, Ополе-Західний, Ополе-Східний, Ополе-Грошовіце та зупинкові пункти: Ополе-Гославіце та Ополе-Гротовіце, Ополе-Чорновуса, Опольські-Борки та Ополе-Хмеловіце.

### Повітряний транспорт
Найближчі аеропорти знаходяться у Вроцлаві та Пижовіце. Приблизно в 15 км від центру міста знаходиться аеропорт Ополе-Польща Нова Весь. Також планувалося започаткувати регулярні рейси з регіонального аеропорту Ополе-Кам'ян-Шльонський (приблизно 20 км від центру міста). У 2011 році офіційно відкрито санітарно-посадкову смугу на вул. В. Вітос.

## Освіта та культура
Вежа Верхнього замку є частиною будівлі комплексу механічного училища
У місті функціонує 31 дитячий садок (з них 2 інтегрованих та 1 спеціальний), 21 початкова школа (1 спеціальна, 1 з інтеграційними класами, 1 католицька), 11 молодших шкіл (з них 1 з інтеграційними класами, 1 спеціальна та 1 католицька). Крім державних закладів, тут також є кілька громадських і приватних шкільних комплексів.
Загалом в Ополе є:
- 7 загальноосвітніх шкіл,
- 7 техніків,
- 5 основних професійно-технічних училищ,
- ДЮСШ та ДШМ
- кілька вищих навчальних закладів для дорослих, в тому числі Опольський університет та Опольська філармонія імені Ельснера.

## Українські сліди в Ополе
На міському кладовищі знаходиться могила Миколи Можейка (1880—1945), поручника Армії УНР, учителя малювання у табірній, згодом станичній, українській Гімназії ім. Шевченка в Каліші.

## Відомі люди

### Уродженці
- Радек Кобялко — польський продюсер, режисер і сценарист телевізійних програм
- Ґжеґож Схетина — польський політик
- Мірослав Клозе — німецький футболіст, етнічний німець, народжений на території Польщі. Має подвійне німецько-польське громадянство.
- Томаш Ружицький — польський письменник та перекладач

## Міста-побратими
Ополе є побратимом з такими містами:
- Литва — Алітус
- Німеччина — Бонн
- Чехія — Брунталь
- Італія — Каррара
- Франція — Грасс
- Фінляндія — Куопіо
- Німеччина — Потсдам
- США — Роенок
- Угорщина — Секешфегервар
- Україна - Івано-Франківськ (2005)